# 奥兰治帕克
奥兰治帕克（英語：Orange Park）是美国佛罗里达州克萊縣下属的一座城镇。建立于1879年。面积约为14.4平方公里（约合5.6平方英里）。根据2010年美国人口普查，该市有人口8,412人。论人口在本州排行第173。